# 馬背天使

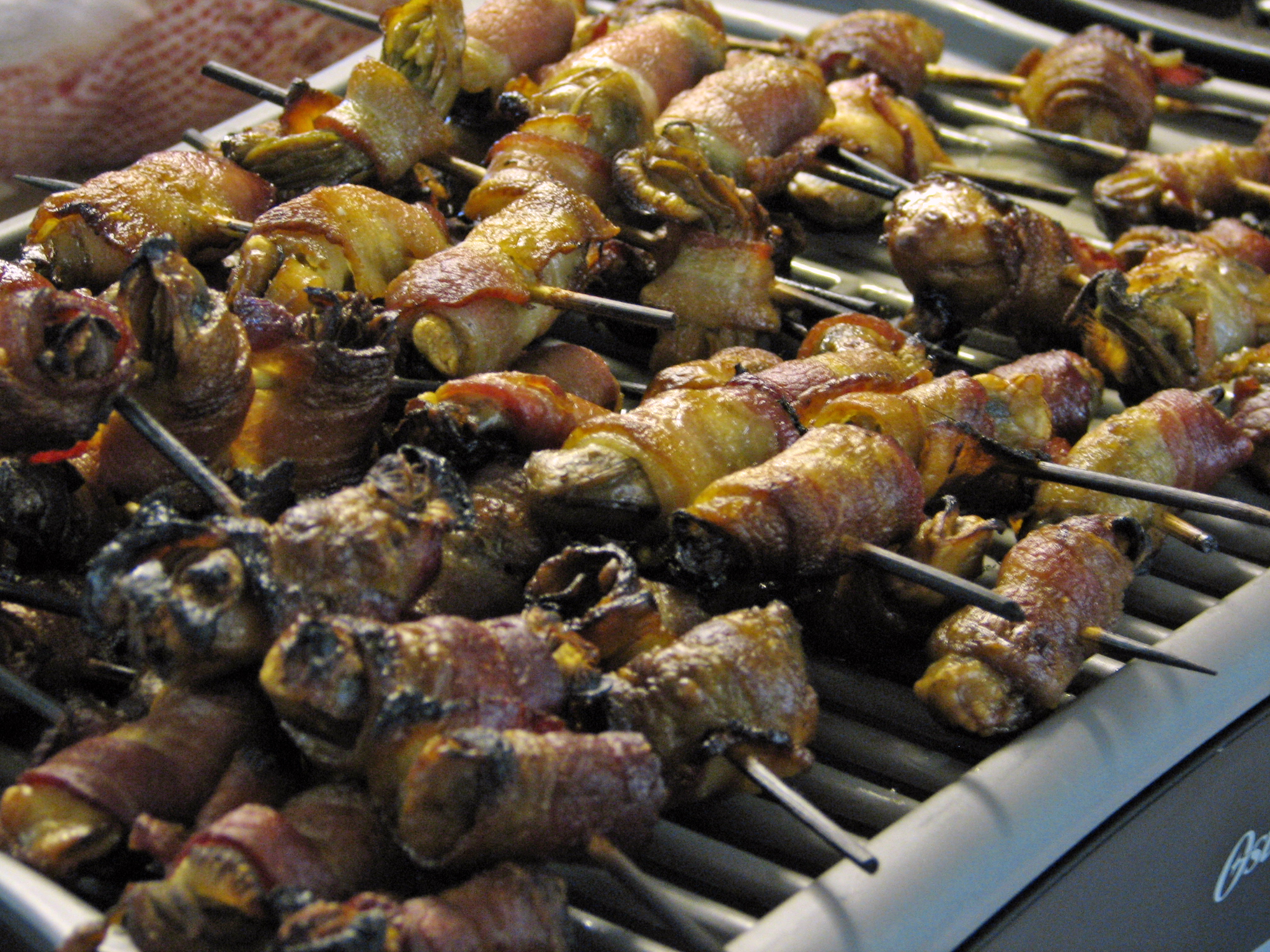
馬背天使

馬背天使是一種熱的開胃菜，用培根包裹去殼牡蠣，烤製而成的一種開胃菜，近代也有將這道菜作成串煎熟的作法。搭配吐司時，也可以作為小點心食用。可以整串上桌或搭配麵包，並加上調味料或配菜。
馬背天使跟另一道以水果為基底的馬背惡魔（devils on horseback）不同；這兩道菜常常因為名稱相似而被誤以為是同一道菜。

## 製法
根據英國傳統的食譜，人們會把生蠔用培根包裹。有時候還會用帶子來取代生蠔。然後放入烤箱每邊烤三分鐘，或者用奶油煎熟。

## 來源
1. ↑  Palmatier, Robert Allen. . Greenwood. 2000: 7  [2013-12-09]. ISBN 978-0-313-31436-0. （原始内容存档于2016-05-20）.
2. ↑  Harlow, Jay. . Sasquatch. 2002: 278–79. ISBN 978-1-57061-170-4.